# Механічний олівець

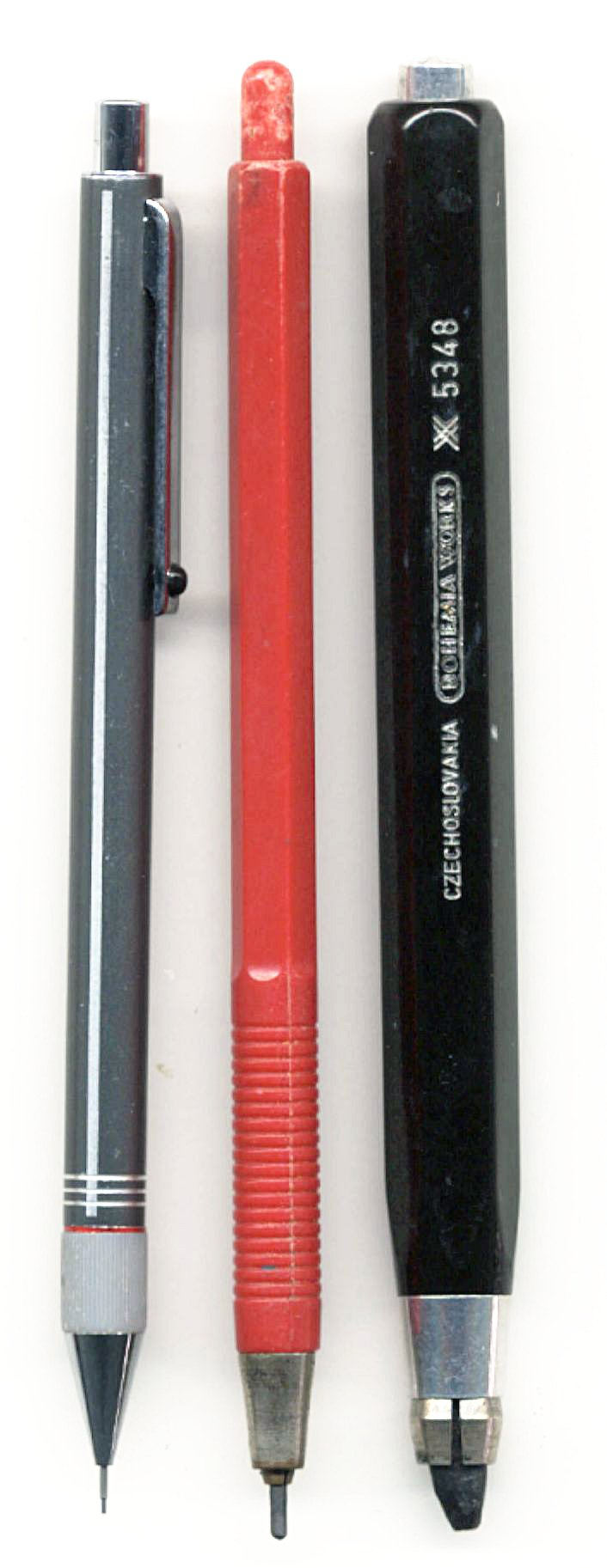
Цангові олівці

Механічний олівець або цанговий олівець — інструмент, оправка у вигляді стрижня, застосовувана для письма, малювання, креслення, що дозволяє легко міняти графітні стрижні. Створений американцем Алонсо Таунсендом Кросом в 1869 році.

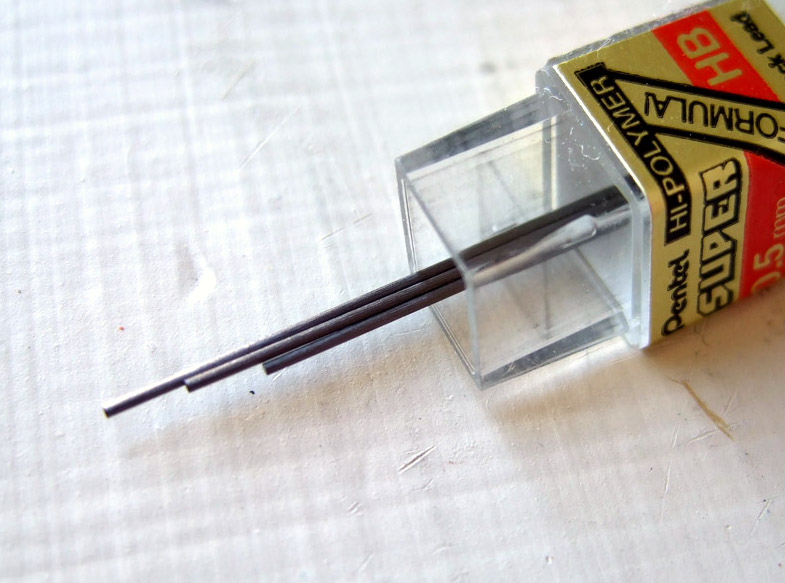
Грифелі 0.5 мм для олівців

Створення механічного олівця було викликано тим, що більша частина простого олівця йде у відходи при його заточуванні, а саме заточування вимагає часу або спеціального обладнання.
Графітний стрижень розміщувався в металевій трубці і міг в разі потреби висуватися на відповідну довжину. Цей винахід вплинув на розвиток цілої групи товарів, які використовуються сьогодні повсюдно. Найпростішою конструкцією є механічний олівець з грифелем 2 мм, де стрижень утримується металевими притисками — цангами. Цанги вивільняють графітний стрижень при натисканні кнопки на кінці олівця, що дозволяє користувачеві висунути грифель на регульовану довжину. Сучасні механічні олівці досконаліші — при кожному натисканні кнопки відбувається автоматична подача невеликої ділянки грифеля односпрямованим штовхачем, він же замість цанг притримує грифель. Такі олівці не потрібно заточувати, вони забезпечені вбудованою (як правило, під кнопкою подачі грифеля) ґумкою і мають різну фіксовану товщину лінії (0,3 мм, 0,5 мм, 0,7 мм, 0,9 мм, 1 мм).